# ルビーロウカイガラムシ
ルビーロウカイガラムシ（学名：Ceroplastes rubens 、別名：ルビーロウムシ）は、カメムシ目ヨコバイ亜目カタカイガラムシ科に属するカイガラムシの1種。和名は成虫の背面を包むロウ状物質が赤いことから、宝石のルビーにたとえたものである。

## 特徴

### 形態
雌成虫は頭も脚もほとんど退化し、一つの塊になって、宿主植物に密着している。背中は厚くロウ物質に覆われており、その外見からは昆虫としての特徴は一切見られない。ロウ物質を含めた雌成虫の大きさは4〜5mm。しかし、ロウ物質の中から虫体を取り出して顕微鏡で観察すると、しっかりした形の小さな脚が腹面にへばりついた状態で存在することがわかる。
その名の由来であるロウ物質は赤紫色で、半球形に盛り上がり、周辺が少し帽子の庇状にまくれ上がって広がる。ルビーロウカイガラムシやこれに近縁なツノロウカイガラムシ、カメノコロウカイガラムシのロウ物質は、水分などが含まれた一種のエマルジョン質の複雑な構成で、圧力を加えると可塑性のある粘土状になる物質である。虫体の気門の部分に対応して、この赤紫色粘土状のロウ物質は植物体との接触面で溝状に欠損し、そこには白色粉状のロウ物質が充填される。そのためこの溝は背面からでもロウ物質の縁の帽子の庇状の部分にくっきりと白く浮かび上がって見え、呼吸に必要な空気は、この粉状のロウ物質の隙間を通って、気門に達すると考えられる。

### 生活史
秋に成虫となる。雄は1対の前翅の生えた成虫となり、雌と交尾して死ぬ。ただし、日本では雄の出現数は少なく、単為生殖をする雌が多い。雌成虫は冬を越し、翌年初夏、6月上旬ごろに腹面の下に産卵する。卵を産み終わると母虫は死亡し、ロウ物質で出来たドーム状の覆いの天井に張り付いた扁平なミイラ状の死骸になる。その結果、ロウ物質のドームは内部の空洞に卵が詰まった一種の卵のうとなる。5月下旬から7月上旬にかけて、孵化した幼虫はこのドーム状の被覆の下から這い出て活発に移動するが、宿主植物上に定着すると、長い口針を維管束の師管に突き刺し、その後は動かなくなる。寄生を始めた当初は、外向きに刺のようなロウ物質の突起が放射状に分泌され、三葉虫のような姿であるが、次第に虫体全面にロウ物質が厚く分泌され、成虫と同じ姿となる。なお、成虫の死後もロウ物質は残り、次第に色が悪くなって脱落するが、しばらくの間は生きているものと見分けがつかない。

### 分布・食性など
原産はインドと言われるが、世界的に広がって、かつては農業上の大害虫であった。日本では関東地方以西に定着しており、チャ・ツバキ・ミカン類・カキ・ゲッケイジュやモチノキなど多くの樹木に寄生する。その北限は、ほぼ年平均気温14℃の等温線と一致する。また、大気汚染にも強く、都会地の街路樹にも出現する。樹木から吸うのは師管液であるため排泄物には余剰の糖分が多量に含まれる。そのため、汁を吸うことによる被害があるだけでなく、分泌する排出液が植物にかかると、そこにスス病が発生し、全体が黒ずんでくる。そのため、宿主植物の光合成を妨げ、また美観を損なう。表面にロウ物質を被っているので、農薬は直接虫体に接触しがたく、効果があがりにくい。また、活動している天敵を殺すことになり、逆にカイガラムシの増加を引き起こすことがある。現在では天敵の寄生バチの活動によって、その数が大きく抑えられているので、むしろ農薬を多用する耕作地の方がハチが殺されてしまうことから、カイガラムシの発生が多いとも言われる。

## 防除の歴史
このカイガラムシは、現在ではさほど問題にならないほどしか見ることがない。これは天敵による防除が成功したためであるが、その歴史はなかなか奇妙なものである。
このカイガラムシは、日本には明治中期に侵入した。明治30年に長崎で発見されたのが最初と言われている。当時の農薬では駆除が困難であったため、天敵を移入することが検討されたが、適当なものが見つからず、アメリカから持ち込まれた寄生バチも定着しなかった。ところが、第二次世界大戦の最中の1945年、九州大学の安松京三は、九州大学農学部植物園でゲッケイジュの枝に寄生したルビーロウカイガラムシを採集してガラス管に入れておいたところ、トビコバチ科の新種の寄生バチが出てきたのを発見した。このハチは1954年に石井悌と連名の論文で新種記載され、ルビーアカヤドリコバチ Anicetus beneficus Ishii & Yasumatsu と命名された。くわしく調べて見ると、福岡市では既にこのハチによって、このカイガラムシの数が減少を始めていた。そこで、このハチを防除に使えるかとの実験が行われ、良好な結果が得られたことから、九州各地で放飼が行なわれ、防除の効果は大きかった。こうして次第にその名が知られるようになり、九州ではこのカイガラムシの被害がほとんどなくなった。
そのうわさを聞いた本州・四国の園芸や農業関係者が九州からハチを持ち帰り、各地で放飼したため、このハチは全国に広がり、昭和30年代にはルビーロウカイガラムシの被害は非常に少なくなった。放飼が行われた場所では、たいていは約3年でカイガラムシの被害はほとんど収まっている。

### 余談
なお、この間、ハチを手にいれようとした人達が九州に集中したため、ちょっとした騒動になった例もあるという。というのも、ハチを手にいれるには、カイガラムシが着いている枝を取ってくればよい。それを生けておけば、かなりの確率でカイガラムシからハチが出て来たからである。ところが、その頃は既にカイガラムシはほとんど制圧され、たくさん寄生している枝を探すのが難しくなっていた。そのためにミカン畑で無断で枝を切ろうとしたのを発見されて騒ぎになったり、神社のモチノキの枝を切られたりといったことがあちこちで起きたという。ついには、カイガラムシが寄生した苗木に高い値がつくという珍現象もあったらしい。さらには、島根県のミカン園主が九州からこのハチを10頭500円で購入した例もある。ちなみに、そのミカン園でも、ほぼ完全にこのカイガラムシは駆逐された。
また、このハチは日本特産であり、インドに近縁種がいるものの、明らかに別種と判断されている。どのような経路で侵入、あるいは発生したのかは全くもって不明である。